# Ficus aripuanensis
Ficus aripuanensis C.C.Berg & Kooy es una especie de la familia Moraceae. Es endémica de Bolivia, Brasil, Ecuador, Perú.
Es polinizado por avispas de los higos de los géneros Pegoscapus o Pleistodontes.

## Uso medicinal
En medicina tradicional como agente antihelmíntico, antirreumático, antifúngico, antibacteriano, etc. debido a la acción de la "aripuanina".

## Taxonomía
Ficus aripuanensis fue descrita por C.C.Berg & Kooy y publicado en Acta Amazonica 14(1/2): 177. 1984.
Etimología
Ficus: nombre genérico que se deriva del nombre dado en latín al higo.
aripuanensis: epíteto geográfico que alude a su localización en el Río Aripuana en Mato Grosso (Brasil).